# Neptis ormiscus
Neptis ormiscus är en fjärilsart som beskrevs av Hans Fruhstorfer 1908. Neptis ormiscus ingår i släktet Neptis och familjen praktfjärilar. Inga underarter finns listade i Catalogue of Life.